# Чаплинський Григорій Андрійович
Григорій Андрійович Чаплинський (нар. 28 серпня 1937, село Кашперівка, тепер Баранівського району Житомирської області) — український радянський діяч, новатор виробництва, заслужений енергетик УРСР, старший машиніст Придніпровською ДРЕС імені 50-річчя Радянської України Міністерства енергетики і електрифікації Української РСР Дніпропетровської області. Герой Соціалістичної Праці (29.04.1986). Член Ревізійної Комісії КПУ в березні 1971 — лютому 1986 р.

## Біографія
Народився у селянській родині. У 1956 році закінчив середню школу. За «комсомольською путівкою» виїхав на освоєння цілинних земель. Був призваний на строкову службу в Радянську армію. Служив командиром танку в Забайкальському військовому окрузі, старший сержант.
Після звільнення в запас приїхав до міста Дніпропетровська і працював на заводі залізобетонних конструкцій на будівництві Придніпровської ДРЕС. Одночасно без відриву від виробництва навчався у Дніпропетровському енергобудівельному технікумі за фахом «Котлотурбінні установки і автоматика теплових процесів». Після закінчення навчання і будівництва ДРЕС працював на ній помічником машиніста котла, а потім старшим машиністом енергоблоку.
Член КПРС з 1960 року.
Указом Президії Верховної Ради СРСР від 29 квітня 1986 року за видатні виробничі досягнення, дострокове виконання завдань і соціалістичних зобов'язань в одинадцятій п'ятирічці і проявлену трудову доблесть Чаплинському Григорію Андрійовичу присвоєно звання Героя Соціалістичної Праці із врученням ордена Леніна і золотої медалі «Серп і Молот». 
Обирався делегатом XXIV, XXV, XXVI з'їздів Компартії України.
Потім — на пенсії у місті Дніпрі Дніпропетровської області.

## Нагороди та звання
- Герой Соціалістичної Праці (29.04.1986)
- два ордени Леніна (18.03.1976; 29.04.1986)
- орден Трудового Червоного Прапора (20.04.1971)
- медалі
- заслужений енергетик Української РСР (1981)